# Odete Semedo
Maria Odete da Costa Soares Semedo (Bissau, 7 de novembro de 1959) é uma escritora, política e professora universitária da Guiné-Bissau.
É actualmente investigadora, na capital guineense, do Instituto Nacional de Estudos e Pesquisa, para as áreas de Educação e Formação.
Desempenha atualmente o cargo de segunda vice-presidente do Partido Africano para a Independência da Guiné e Cabo Verde (PAIGC).

## Biografia
Odete Semedo nasceu em Bissau em 7 de novembro de 1959, na então Guiné Portuguesa. Concluiu seus estudos secundários no Liceu Nacional Kwame N'Krumah.
Licenciou-se em Línguas e Literaturas Modernas pela Faculdade de Ciências Sociais e Humanas da Universidade Nova de Lisboa, no ano letivo de 1989/1990.
Ao retornar ao país, em 1990, assumiu a Coordenação Nacional do Projeto de Língua Portuguesa no Ensino Secundário, financiada pela Fundação Calouste Gulbenkian. Neste mesmo período foi convidada a assumir como Diretora da Escola Normal Superior Tchico-Té; exerceu ali, ao mesmo tempo, as suas atividades de professora.
A partir de 1995 passou a galgar várias posições de destaque, começando por desempenhar as funções de Diretora-Geral do Ensino da Guiné, presidente da Comissão Nacional para a UNESCO - Bissau, chegando às funções de Ministra da Educação Nacional (Junho/1997 a Fevereiro/1999) e Ministra da Saúde (Março/2004 a Novembro/2005).
Participou edição da obra Anthologie de Literatures Francophones de l'Afrique de l'Ouest (1994) e, em 1996 fundou a Revista de Letras, Artes e Cultura Tcholona. Traduziu para crioulo o guião do filme "Olhos Azuis de Yonta" do cineasta Flora Gomes e participou na rodagem do mesmo filme como assistente de realização.
Em 2003, recebeu o prêmio, na categoria escritor, de personalidade que contribuiu para o desenvolvimento global da Guiné-Bissau.
Em 2006 mudou-se para o Brasil para realizar o seu doutoramento em Letras. Na Pontifícia Universidade Católica de Minas Gerais, em 2010, defendue a tese de doutorado "As mandjuandadi – cantigas de mulher na Guiné-Bissau: da tradição oral à literatura".
Odete Semedo foi Secretária-Geral e um dos fundadores da Associação de Escritores da Guiné-Bissau em 2013.
A convite de Rui Duarte de Barros e Manuel Serifo Nhamadjo, assumiu, em 8 de janeiro de 2013, como reitora da Universidade Amílcar Cabral, sendo a primeira após a reestruturação da instituição. Ficou nestas funções até 20 de setembro de 2014, quando Zaida Correia a substituiu.
Prémio Rosalia de Castro, PEN Club da Galiza.

## Obra
- Entre o Ser e o Amar (1996);
- Histórias e passadas que ouvi contar (2003);
- No Fundo Do Canto (2007);
- Guiné-Bissau - História, Culturas, Sociedade e Literatura (2010)
- Literaturas da Guiné-Bissau - Cantando os escritos da história (2011)